# Làng dân gian Yangdong
 Làng dân gian Yangdong (Làng Yangdong của Gyeongju) là một làng truyền thống Lưỡng ban từ triều đại nhà Triều Tiên. Ngôi làng nằm tại Gangdong, cách 16 km về phía đông bắc Gyeongju, Gyeongsangbuk-do, Hàn Quốc, dọc theo sông Hyeongsan. Núi Seolchang nằm ở phía bắc của làng. Làng này đã được chính phủ Hàn Quốc xếp hạng là Tài sản Văn hóa dân gian quan trọng số 189.
Quy mô, mức độ bảo tồn, nhiều hiện vật văn hóa, tính truyền thống và khung cảnh thiên nhiên tuyệt đẹp là các yếu tố làm nên giá trị của làng Yangdong. Đây cũng là ví dụ điển hình về phong cách sống của tầng lớp Lưỡng ban (quý tộc Triều Tiên) và truyền thống tân Nho giáo. Cùng với làng dân gian Hanhoe thì Yangdong đã được UNESCO công nhận là Di sản thế giới từ năm 2010.